# ألبرت ريختر (كاتب)
ألبرت ريختر (بالألمانية: Albert Richter)‏ هو مؤرخ وكاتب ألماني، ولد في 6 مايو 1909 في Loßnitz ‏ في ألمانيا، وتوفي في 2 أغسطس 2007 في إيبرسفيلده في ألمانيا.